# 1736

## أحداث
- بداية الحرب النمساوية الروسية العثمانية في 1736 والتي انتهت في 18 سبتمبر 1739.
- شارل ماري دو لا كوندامين يلاحظ ولأول مرة بطريقة علمية المطاط.

### مايو
- إعدام سالم الدكالي، كبير قواد جيش عبيد البخاري، بعد أن تولى الحكم المغرب الأقصى المولى عبد الله بن إسماعيل ، تم الإغلاق عليه في خنشة من الكتان ورميه في وادي أم الربيع.

## مواليد
- جوزيف لاغرانج
- جيمس واط
- دانييل مورغان
- شارل أوغستان دي كولوم

## وفيات
- دانيال فهرنهايت.
- فيليبو يوفارا - 31 يناير.